# Miss Slovenije 1995
Miss Slovenije 1995 je bilo lepotno tekmovanje, ki je potekalo 30. septembra 1995 v dvorani Center na Ptuju.
Tema prireditve je bila stari Rim.
Organizatorji so bili Videoton Geržina, Slovenske novice in Pro Plus, podporniki pa Mestna občina Ptuj, Terme Ptuj, Poetovio Vivat, gostišče Zlata goska, Gastro, Slovenske gorice - Haloze, Perutnina Ptuj, Peko Tržič - prodajalna Ptuj, Tamara Ptuj, Radio-Tednik in Mercedes Dominko.
Za tekmovalke, ki so jih na predtekmovanjih izbrali iz 126 prijavljenih, so poskrbeli vizažistka Ksenija Pehlič iz Maribora, ptujski frizerski salon Sonje Kelemen in koreograf Marjan Podlesnik.
Med gosti prireditve je bila smučarka Špela Pretnar.
Tekmovalke so se predstavile v večernih oblekah oblikovalke Barbare Plavec (Barbara Collection iz butika Sonje Plavec).
Po končanem tekmovanju je ptujski župan Miroslav Luci organizatorje in udeležence povabil na sprejem v Romanski palacij.

## Finale

### Uvrstitve in nagrade
- Zmagovalka Teja Boškin, 21-letna študentka ekonomije iz Dekanov, je prejela avto Fiat Punto Cabriolet mariborskega podjetja Avto Ideal iz rok direktorja Romana Leljaka
- 1. spremljevalka 20-letna Ksenja Vlah, študentka z Vrhnike
- 2. spremljevalka 22-letna Lilijana Remich iz Maribora
- Miss fotogeničnosti je postala Nataša Verstovšek, vzgojiteljica iz Grosupljega

Viri

### Glasbeniki in plesalci
Nastopili so plesalci plesne šole Kazina in pevki Sendi in Minea iz Hrvaške.

### Strokovna žirija
Predsedoval ji je Janez Ujčič (direktor programa POP TV), ostali člani so bili Janja Zupan (miss Slovenije 94), Peter Vesenjak (državni sekretar za turizem), Ksenija Pehlič (vizažistka), Marko Feist (fotograf Slovenskih novic), Barbara Plavec (modna oblikovalka), Jani Kenda (novinar Slovenskih novic), Mojca Novak (podjetje Avto Ideal) in Mišo Vogrin (podjetje Bavaria Volltex Company).
Dan pred finalom so se tekmovalke predstavile žiriji v oblačilih podjetja Urko.

### Kritike prireditve
Izbor se po nivoju izvedbe ni mogel primerjati z izborom za miss Hrvaške. Nekateri so si želeli večjo vključenost slovenskega ministrstva za turizem.
Peter Mlakar (pod psevdonimom P. Traven) je Boškinovi očital nekonkurenčno običajnost, organizatorju Geržini pa, da s svojim zaupanja nevrednim lokalnosejmarskim interesom od misli na prijavo odvrača resne lepotice.

## Miss Sveta
Boškinova je v Sun City v JAR za tri tedne odpotovala 29. oktobra (tekmovanje je bilo tam 18. novembra). S sabo je vzela šest oblek Barbare Plavec (ena izmed njih je bila spektakularna bleščeča obleka s pajkovo mrežo) iz butika Sonje Plavec in kopalke Nancy Aljančič iz Naklega. Tudi njuni kreaciji sta se potegovali za nagrado. Med njenimi dnevnimi oblačili so bile tudi obleke Elle Vivaldi Laboda iz Novega mesta.